# Laura Pucks
Laura Pucks (* 1. April 2004 in Düsseldorf) ist eine deutsche Fußballspielerin. Seit 2019 spielt sie für die SGS Essen.

## Karriere

### Vereine
Die in Düsseldorf geborene Pucks kam in ihrer Jugendzeit für Vereine aus Düsseldorf und dem Kreis Mettmann zum Einsatz. Sie spielte zunächst im Stadtteil Flehe bei der DJK TuSA 06 Düsseldorf und setzte ihre fußballerische Ausbildung im Stadtteil Bilk bei der DJK Sparta Bilk Düsseldorf fort. Anschließend war sie in Ratingen für Ratingen 04/19 und von 2019 bis 2021 für die B-Jugendmannschaft der SGS Essen aktiv. Für diese bestritt sie 18 Punktspiele in der Staffel West/Südwest der B-Juniorinnen-Bundesliga, in denen ihr ein Tor gelang.
Zur Saison 2021/22 rückte sie in die erste Mannschaft auf, und gab ihr Pflichtspieldebüt im März 2022. Zuvor war sie in 25 Punktspielen für die zweite Mannschaft in der drittklassigen Regionalliga West zum Einsatz gekommen und hatte fünf Tore erzielt. In der Folgesaison 2022/23 bestritt sie vier Bundesliga- und 14 Regionalligaspiele, in denen sie ein Tor erzielte.

### Auswahl/Nationalmannschaft
Pucks kam als Spielerin für die Auswahlmannschaften des Fußballverbandes Niederrhein in den Altersklassen U14 (2017–2018), U16 und U18 (jeweils 2019) in insgesamt 13 Spielen des Turniers um den DFB-Länderpokal an der Sportschule Wedau in Duisburg zum Einsatz, in denen ihr zwei Tore für die U14-Auswahlmannschaft gelangen.
Sie kam bei der U19-WM 2023 zweimal für die U19-Nationalmannschaft zum Einsatz; sie wurde in der Verlängerung des Finales, das gegen Spanien nach Elfmeterschießen verloren wurde, eingewechselt. Bei der Reaktivierung der U23-Nationalmannschaft im Spieljahr 2024 kam sie am 24. Oktober in Frankfurt am Main beim 3:0-Sieg über die U23-Nationalmannschaft Frankreichs zum Einsatz.

## Sonstiges
Nach ihrem Abschluss an der Hulda-Pankok-Gesamtschule in Düsseldorf strebt sie ein Psychologiestudium an.